# Jacques Pills
Jacques Pills, född 1906 i Tulle i Frankrike, död 12 september 1970, var en fransk sångare och skådespelare.
Jacques deltog för Monaco i Eurovision Song Contest 1959 med låten Mon ami Pierrot. Låten slutade på elfte och sista plats och fick endast ett poäng.

## Filmografi
- 1954 – Boum sur Paris
- 1949 – Une femme par jour
- 1945 – Seul dans la nuit
- 1945 – Marie la Misère
- 1942 – Pension Jonas
- 1936 – Toi, c'est moi
- 1936 – Prends la route
- 1934 – Princesse Czardas
- 1933 – Mademoiselle Josette, ma femme